# Pressens Mediaservice
Pressens Mediaservice DSV (PM) var en svensk nyhetsbyrå.
PM ägdes under 1990-talet av tyska Bertelsmann och producerade bilagan TV-magasinet tillsammans med Förenade Landsortstidningar (FLT) för flera svenska tidningar. År 1999 tog man över de anställda från kundtidningsförlaget Affärspress.
När FLT lades ner hösten 2000 gjorde PM en nysatsning på att leverera så kallat featurematerial till olika svenska tidningar under namnet PM Feature. Man rekryterade även flera tidigare FLT-journalister. Våren 2001 köpte man kundtidningsförlaget Publicisterna.
Sommaren 2002 sålde Bertelsmann PM till Media Content Market Sweden (MCM) som kontrollerades av Peter Wirhed, FLT:s tidigare vd Christer Fälldin och Lars Truedson. Bertelsmann behöll TV-bilageverksamheten.
PM Feature hade haft svårt att konkurrera med TT Spektra. Sommaren 2005 försattes PM i konkurs men fortsatte trots detta drivas av ägaren MCM. Först i januari 2007 upphörde featureverksamheten. PM hade då haft ett 40-tal tidningar som kunder. Hösten 2007 köptes den kvarvarande verksamheten av Nordiska Tidningsbolaget sedan 2014 Lovstrom Content och bytte namn till Nyhetsbyrån PM.
Bland de som arbetade för PM fanns Torbjörn Ivarsson som belönades med Guldpennan när han var anställd på byrån.